# Акулохвостий скат велетенський
Акулохвостий скат велетенський (Rhynchobatus djiddensis) — вид скатів з роду акулохвостий скат родини акулохвості скати.

## Опис
Загальна довжина сягає 3-3,1 м та ваги 225–227 кг. За будовою голови та тулуба схожий на інших представників свого роду. Відмінністю цього виду є саме його великі розміри на відміну від інших акулохвостих скатів. Рило більше витягнуто від інших скатів цього виду. Рот маленький. Зуби пласкі. Спинний та верхній хвостовий плавці доволі великі. Нижні плавці маленькі. Забарвлення спини темно-сіре або оливкове, черево світле, часто бежевого кольору.

## Спосіб життя
Тримається недалеко від поверхні, зустрічається від 2 до 50 м глибини та біля піщаного ґрунту. Полюбляє води біля рифів та естуаріїв. Живиться двостулковими молюсками, крабами, омарами, кальмарами та дрібною рибою.
Статева зрілість настає при розмірі у 1,5 м. Цей скат яйцеживородний. Самиця виводить до 10 дитинчат завдовжки 55-67 см.
Має деякі промислове значення. Особливо часто полюють на нього в Індії, де його смажать варять, солять.

## Розповсюдження
Мешкає від узбережжя південної Африки до південно-східної частини Японського моря.